# Panoquina
Panoquina är ett släkte av fjärilar. Panoquina ingår i familjen tjockhuvuden.

## Bildgalleri

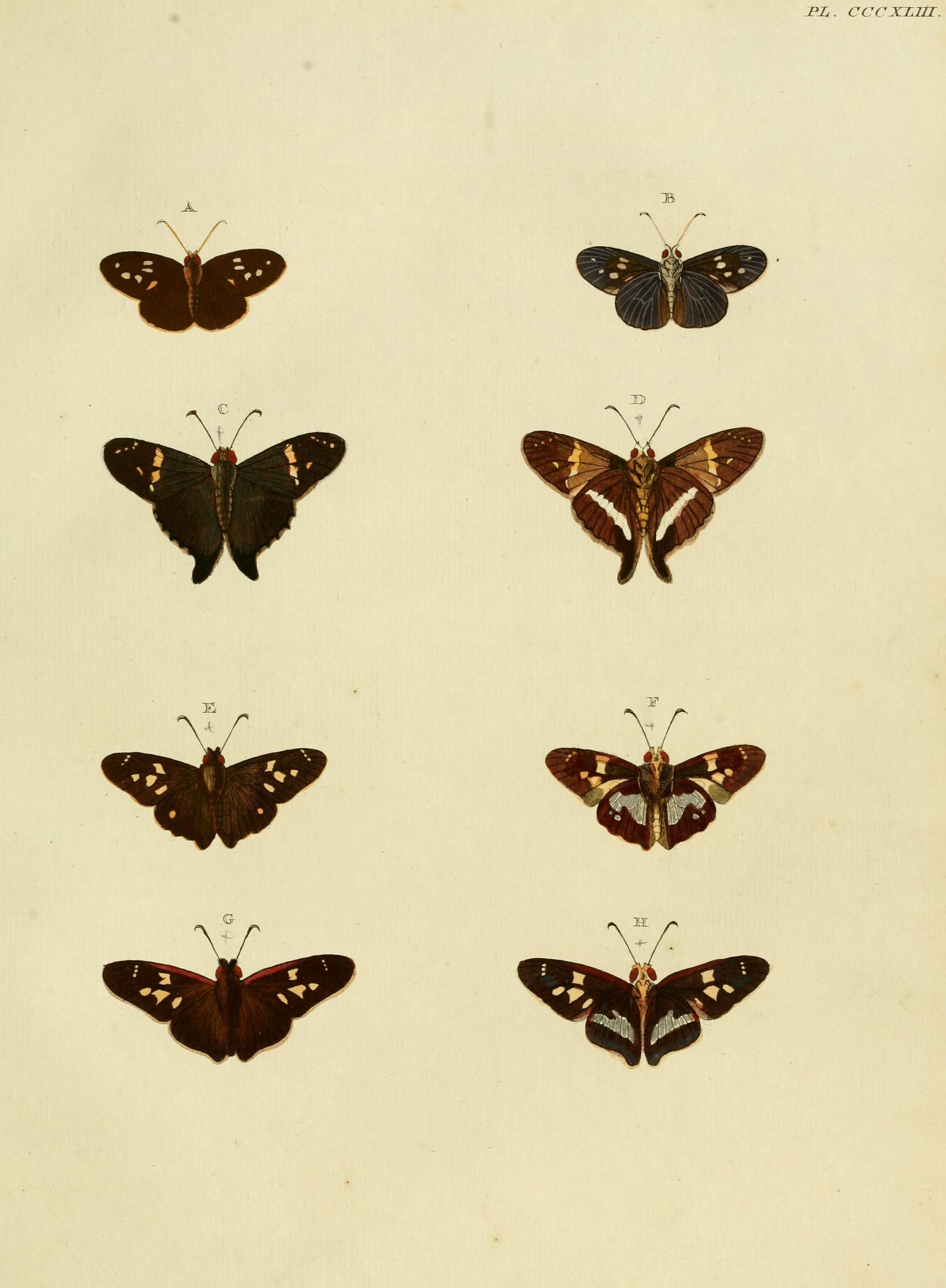
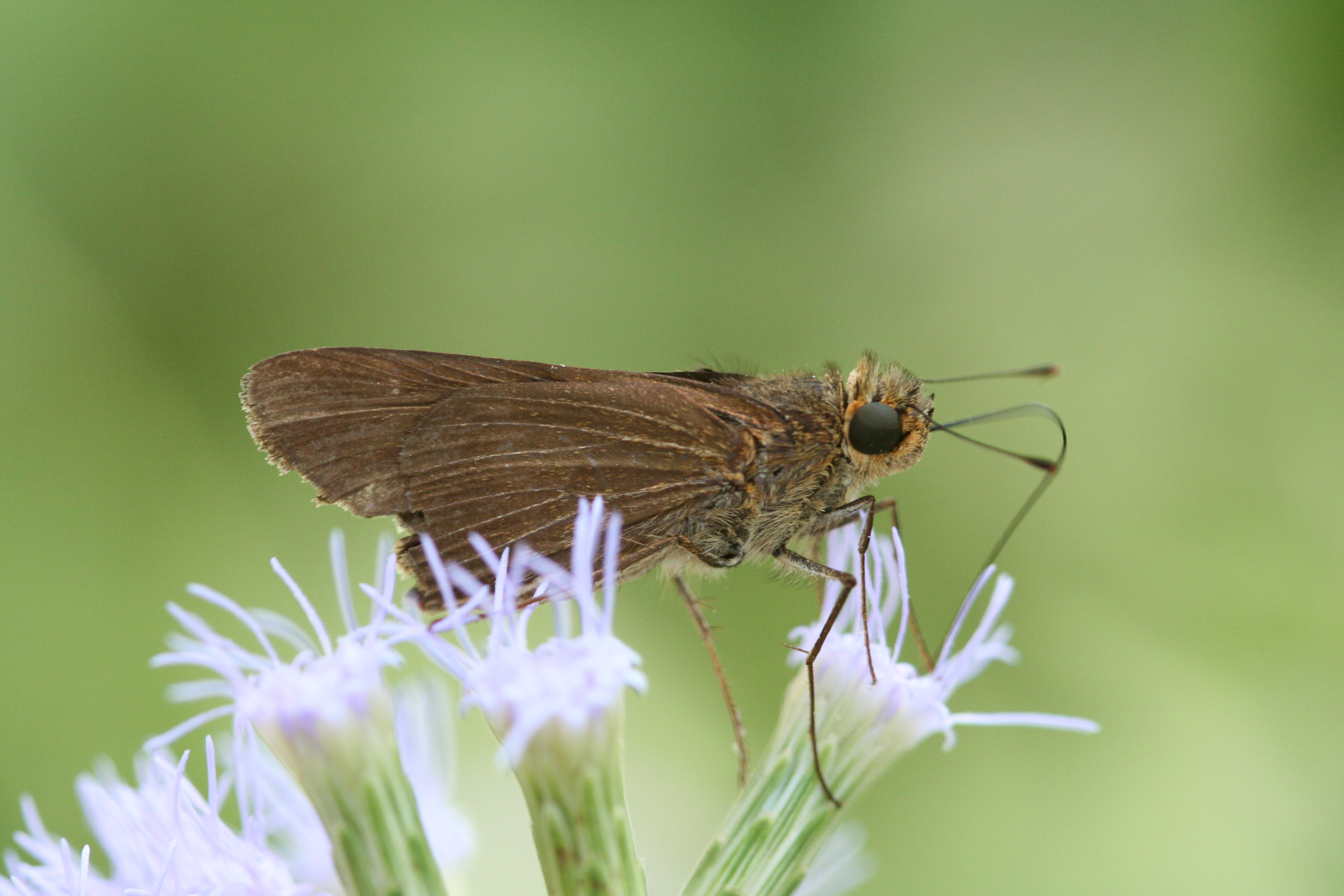
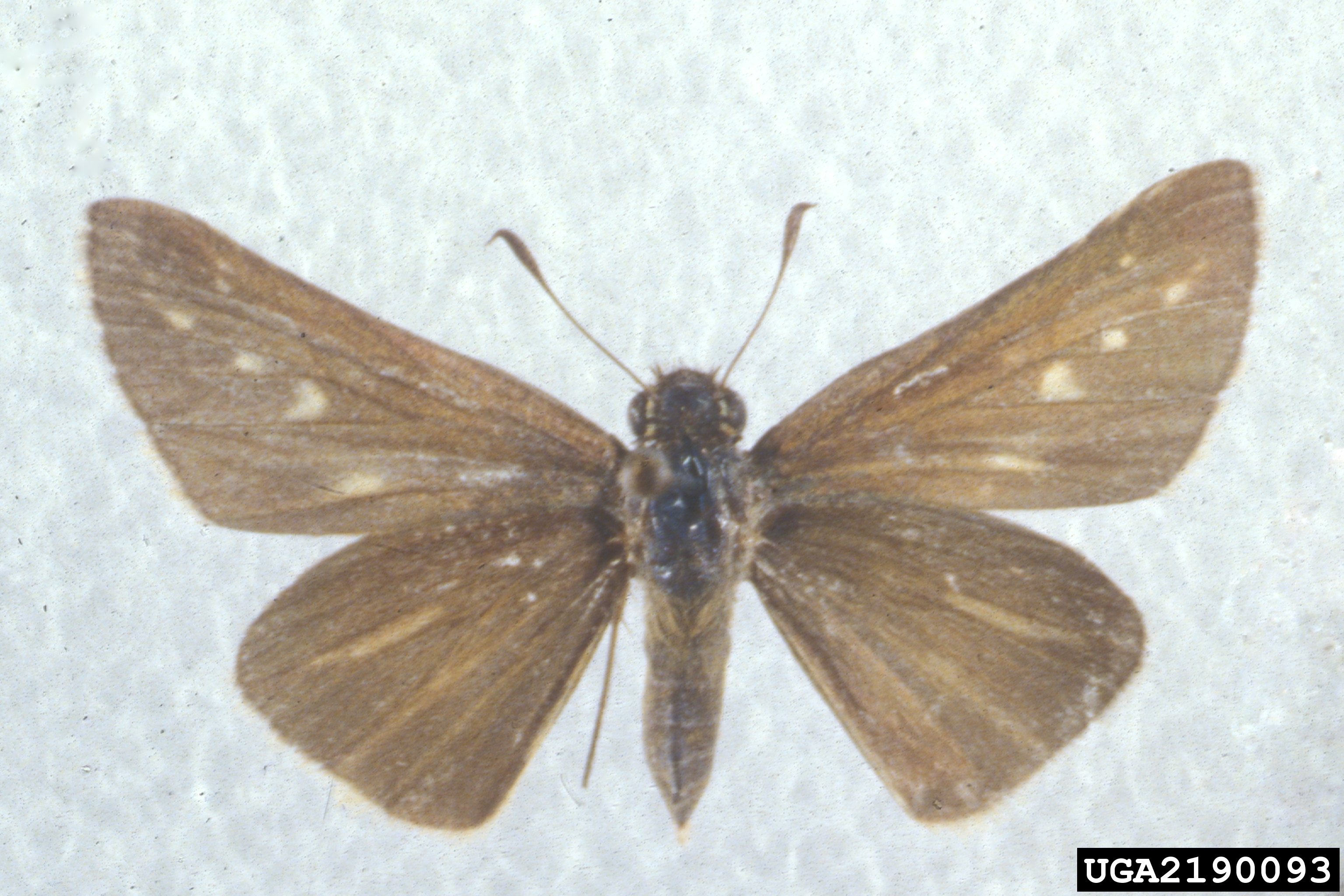
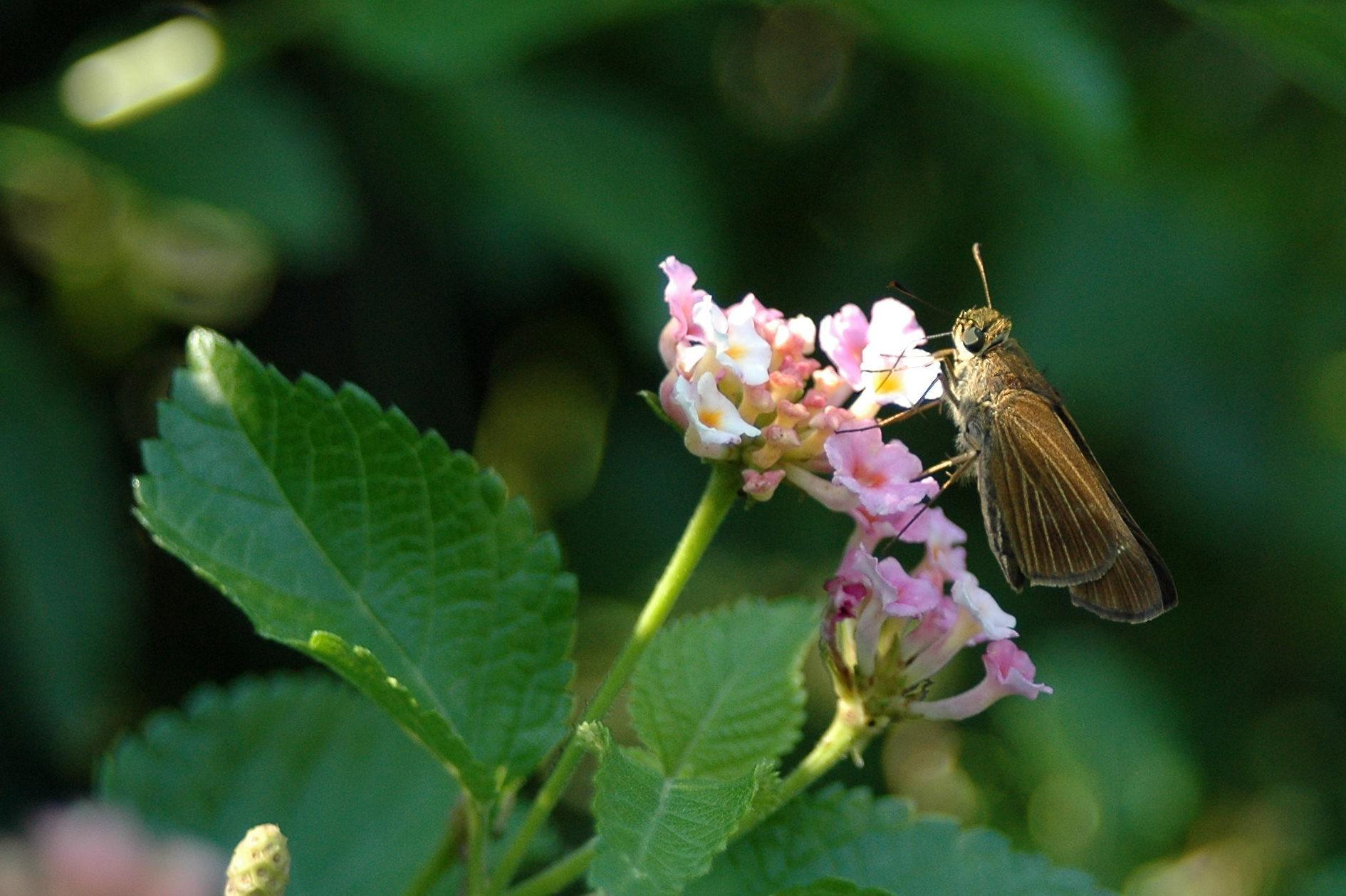
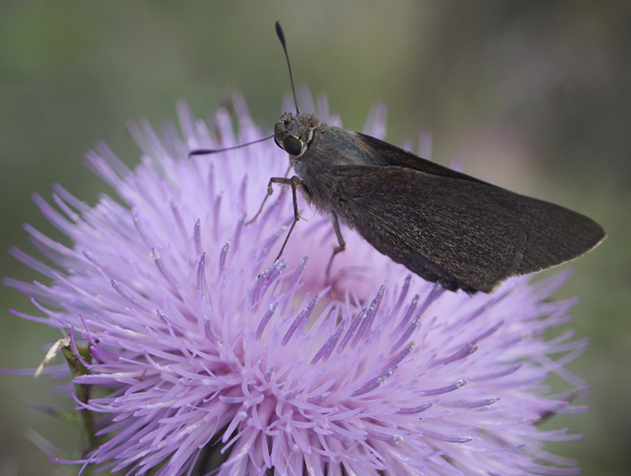
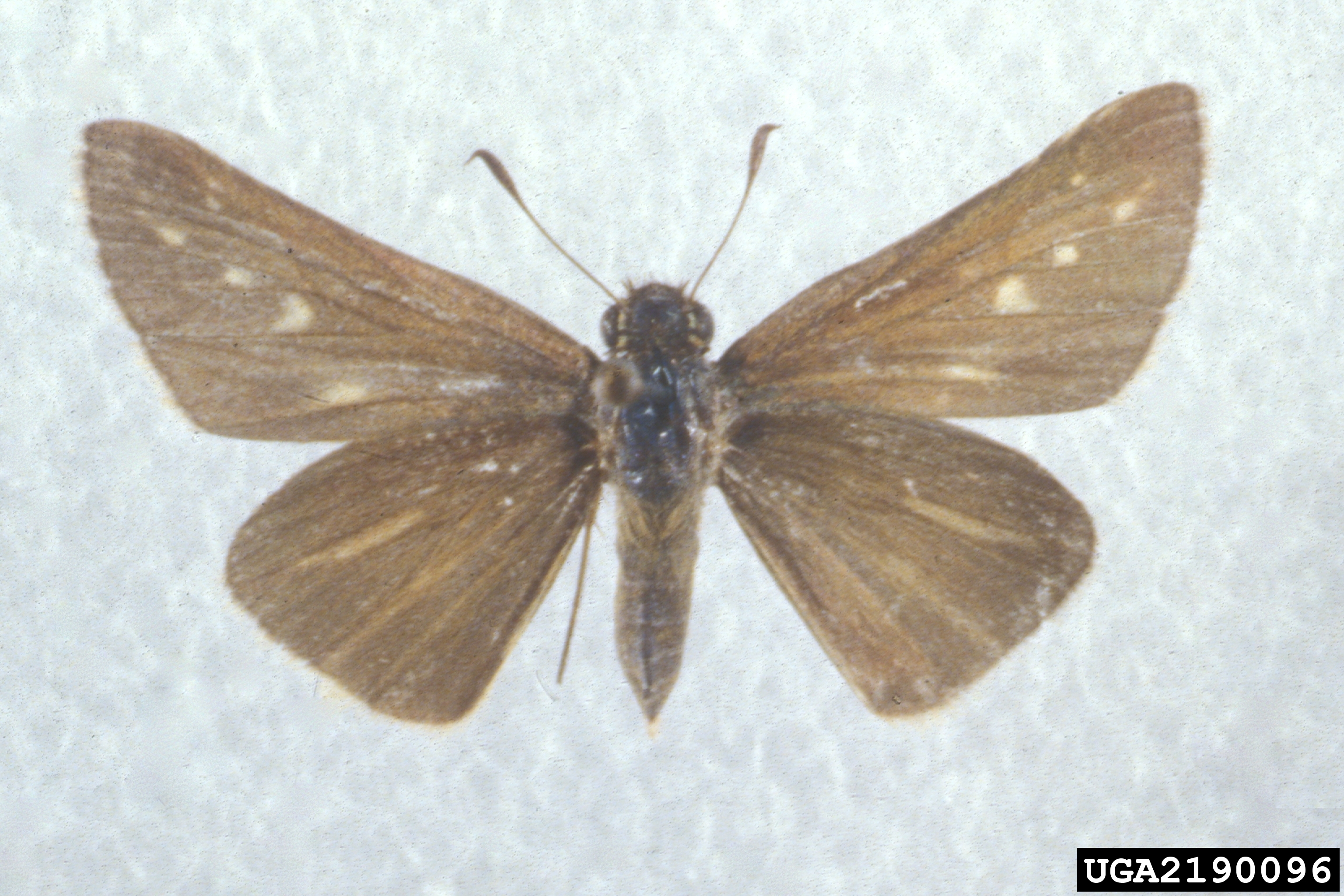

## Dottertaxa tillPanoquina, i alfabetisk ordning[1]
- Panoquina arrans
- Panoquina belli
- Panoquina bola
- Panoquina californica
- Panoquina calna
- Panoquina chapada
- Panoquina chlorus
- Panoquina cineas
- Panoquina cochles
- Panoquina confusa
- Panoquina corrupta
- Panoquina eugeon
- Panoquina evadnes
- Panoquina evansi
- Panoquina fonda
- Panoquina fufidia
- Panoquina fusina
- Panoquina grapte
- Panoquina hecebolus
- Panoquina heterospila
- Panoquina jumbo
- Panoquina luctuosa
- Panoquina nero
- Panoquina ocola
- Panoquina ophis
- Panoquina ortygia
- Panoquina panoquin
- Panoquina panoquinoides
- Panoquina parilis
- Panoquina pauper
- Panoquina peraea
- Panoquina sonta
- Panoquina stratyllis
- Panoquina sylvicola
- Panoquina trix
- Panoquina vimico
- Panoquina wimico
- Panoquina viola
- Panoquina woodruffi